# Hong Kong ai Giochi della XVII Olimpiade
Hong Kong partecipò ai Giochi della XVII Olimpiade che si sono svolti a Roma dal 25 agosto all'11 settembre 1960, con una delegazione di 4 atleti impegnati in due discipline: tiro e nuoto.
Fu la terza partecipazione di questo paese ai Giochi. Non furono conquistate medaglie.